# Радомиці (Свентокшиське воєводство)
Радомиці (пол. Radomice) — село в Польщі, у гміні Моравиця Келецького повіту Свентокшиського воєводства.
Населення — 578 осіб (2011).
У 1975-1998 роках село належало до Келецького воєводства.

## Демографія
Демографічна структура на день 31 березня 2011 року:
|          | Загалом | Допрацездатний вік | Працездатний вік | Постпрацездатний вік |
| -------- | ------- | ------------------ | ---------------- | -------------------- |
| Чоловіки | 308     | 75                 | 208              | 25                   |
| Жінки    | 270     | 57                 | 158              | 55                   |
| Разом    | 578     | 132                | 366              | 80                   |